# Call to Arms (album, Saxon)
Call To Arms je devatenácté studiové album britské heavy metalové skupiny Saxon, vydané 3. června 2011. Jako host se na albu podílel i klávesista skupiny Deep Purple Don Airey.

## Seznam skladeb
| Pořadí         | Název                             | Délka |
| -------------- | --------------------------------- | ----- |
| 1.             | Hammer of the Gods                | 4:23  |
| 2.             | Back in '79                       | 3:28  |
| 3.             | Surviving Against the Odds        | 2:59  |
| 4.             | Mists of Avalon                   | 5:02  |
| 5.             | Call to Arms                      | 4:28  |
| 6.             | Chasing the Bullet                | 4:14  |
| 7.             | Afterburner                       | 3:06  |
| 8.             | When Doomsday Comes               | 4:29  |
| 9.             | No Rest for the Wicked            | 3:09  |
| 10.            | Ballad of the Working Man         | 3:48  |
| 11.            | Call to Arms (orchestrální verze) | 4:28  |
| Celková délka: | Celková délka:                    | 43:38 |

## Sestava
Saxon
- Biff Byford – zpěv
- Paul Quinn – kytara
- Doug Scarratt – kytara
- Nibbs Carter – baskytara
- Nigel Glockler – bicí

Host
- Don Airey – klávesy